# Tanzim (Maroc)
 (août 2014).

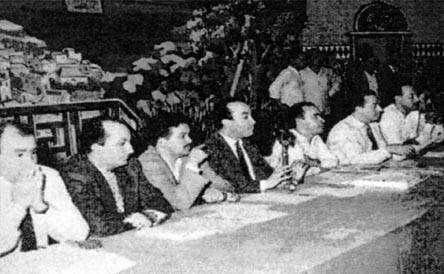
Au Micro, A.Abderrahman el-Youssoufi, à sa droite M.Mohamed Basri:commanditaire de l"affaire de Moulay Bouazza en 1973, à sa gauche, M.Mehdi Ben Barka

Tanzim  est une branche radicale du parti UNFP d'orientation révolutionnaire, créée en 1969-1970, née dans une ambiance internationale, de lutte des fedayin palestiniens, de baasisme en Syrie et d'euphorie du FLN algérien (1963-1973), dont les acteurs principaux furent Mohamed Demnati dit Fqih Basri, Omar Dahkoun et Mohamed Bennouna. 
Personnages emblématiques au passé politique rocambolesque, proches amis du leader Ben Barka, commanditaires en mars 1973 avec un ensemble de militants  du « complot du 3 mars », il s'agit de l’insurrection connue sous les évènements de Moulay Bouazza qui eut lieu dans la région de Khénifra, région montagneuse du Moyen Atlas, Tinghir, Errachidia et Goulmima. Cette action considérée  comme exemple de l'utopie révolutionnaire, les déclencheurs de la guérilla ont été immédiatement contenus et réprimés avant même qu'ils n'aient le temps de mettre en place des focos (foyers) révolutionnaires. Le soulèvement tourna au fiasco, les instigateurs du complot s'étaient infiltrés au Maroc à partir de l'Algérie, à partir de Figuig, opération financés par la Libye. Les révolutionnaires voulaient rééditer les événements du Rif en 1959, certains sont arrêtés et seront jugés à Kénitra en 1973, puis à Meknès en 1976. Une vingtaine seront condamnés à mort et fusillés. 
Le fief des Zayans n'a pas été épargné par l'exaction de la tyrannie du système policier qui procéda à la répression et arrestations massives de la population. Les années de plomb, épisode de répression qui avait marqué profondément la région de Khénifra qui sera vue par les autorités marocaine comme foyer insurrectionnel, n'a pas été épargnée par l'exaction du tyran.
Les mobiles du choix de Khénifra restent méconnues, le secret de cette désastreuse aventure n'a pas été encore livré par les survivants de l'UNFP et les historiens marocains. L’échec de la révolution de mars 1973 suscite une polémique au sein du Tanzim dans sa branche politique et militaire et du parti de l'UNFP (Union socialiste des forces populaires) né en 1975. De nombreuses zones d’ombre planent toujours sur cette rébellion.

## Contexte historique
L'orientation révolutionnaire du Tanzim remonte à l'aube de l’indépendance du Maroc en 1956, une période marquée par une crise politique  entre l'A.L.N (Armée de Libération Nationale) dissoute avant terme, le processus de libération total du Maroc n'a pas été réalisé, et ce pour des raisons de luttes intestines entre les politiciens et les chefs de l'armée de libération comme Abbas Messaâdi (leader de l'A.L.N. pour le Nord et l'Oriental qui croit à la libération de l'Algérie encore sous domination française) assassiné le 27 juin 1956 par ses rivaux soucieux de la grande influence des réseaux de la résistance armée (sud et nord), le soulèvement du Rif en 1959 est le résultat de la tension qui empoisonne la vie politique du pays déjà contradictoire et répond au mécontentement de l'armée de libération.
Le 8 janvier 1957, Addi Oubihi (féodal, ancien gouverneur de Ksar Essouk, qui est l'actuelle Errachidia) mène une insurrection contre le parti de l'Istiqlal au nom de la lutte contre la dictature du Parti de l’Istiqlal, cette rébellion s'est soldée par sa soumission. La lutte pour le pouvoir a pris le pas sur l’union sacrée des forces vives de la nation.
Le Tanzim est formé en majorité par les anciens de l'A.L.N qui ont lutté pour un Maroc indépendant et démocratique, après l’indépendance de 1956 à 1963, cette génération de militants fut confrontée à des complots orchestrés par le parti de l'Istiqlal : le parti d’Ahmed Balafrej et Allal El Fassi qui se veut un parti unique outre les manœuvres de la nouvelle classe politique et l'élite militaire, celle-ci ne cache pas sa fidélité et son dévouement à la monarchie : élite est composée en majorité d'anciens officiers de l'armée coloniale et de fils de caïds qui ont joué un rôle crucial dans la période de pacification du Maroc.
Les années 1971 et 1972 sont déterminantes pour l'avenir politique marocain, une période marquées par les tentatives de coup d'état menées par les militaires avec le soutien probable des politiques de la gauche contre le régime monarchique accusé de despotique et d'orientation pro-occidental. Il fut beaucoup question des liens entre Fakih Basri et Mohamed Amekrane dans la préparation de l’attentat du 16 août 1972 dont l'instigateur principal fut le général Oufkir.
L'organisation est formée initialement par les anciens de l'A.L.M sud (Armée de Libération Marocaine) qui se sentent marginalisés par l'administration marocaine qui voyait dans l'armée de libération une menace pour le régime du futur roi (Hassan II), en 1963 des membres de L'A.L.M  dont Fakih Basri, Ben Barka, Cheikh el-Arab et Omar Benjelloun seront accusés de tentative de coup d'état contre la monarchie (complot de 1963). Des membres de l'U.N.E.M proches de l'UNFP sont aussi parties prenantes dans des tentatives de subversion au Maroc notamment à Moulay Bouazza (Province de Khénifra) en 1973 outre Casablanca, Rabat, etc.
Fqih Basri est un personnage clé dans le processus révolutionnaire depuis 1966, il est un ancien membre de l'armée de Libération Marocaine ; accusé de complot et fut arrêté en 1960, puis en 1963 sous le prétexte d’un complot contre la monarchie depuis lors il ne cesse de se rapprocher des régimes hostiles à la monarchie marocaine et de solliciter leur soutien et de le doter de ressources financiers et logistiques notamment l’Égypte de Nasser, l'Algérie (F.L.N), la Syrie de Hafez el-Assad, l'Irak (Parti Baas) et par suite le régime du colonel Kadafi qui affiche l’étiquette de leader révolutionnaire et libérateur des peuples (le Tandim option libyenne obtint le soutien des révolutionnaires marocains). Ces pays ne cachent pas leur intention de soutenir les opposants du roi Hassan II. Le Tanzim établit des camps d’entraînement en Libye, en Algérie, et Syrie (Zabadani), tente de d’organiser une insurrection armée rurale contre la monarchie marocaine à partir de Khénifra, fief de la fameuse tribu Zayane. Des éléments du groupe s'infiltrent à Khénifra, Goulmima, et Tinghir (Omar Dahkoun). Les responsables du réseau subversif urbain, défendus par Maâti Bouaabid, sont Abdellah Nemri, Ahmed Kheir, Mohammed Bennouna dit Mahmoud, Moulay Slimane Alaoui, Assekour Mohamed, Brahim Tizniti, Belkacem Ouazzane, etc. Les assaillants seront anéantis le 3 mars 1973 par les forces de police. Plusieurs d'entre eux dont Mahmoud Bennouna, Assekour Mohamed, Brahim Tizniti vont périr. D'autres militants seront jugés et condamnés à mort dont Amhzoune Mouha Oulhaj (procès de Kénitra du 25 juin 1973 puis à Meknès en 1976), puis certains ont choisi l'exil comme Abdelghani Bousta, d'autres ont regagné l'Algérie dont le fameux Mohamed Oumadda condamné à mort par contumace en janvier 1974 (né à Khénifra en 1940, ancien Mokhazni au tribunal de Khénifra), héros fantôme qui autour de lui des histoires ont été tissées, mort à Tindouf.
Pour les autorités marocaines c'est l’occasion de faire face aux menaces des membres de l'UNFP, des mesures draconiennes furent entreprises. Une vaste opération de bouclage de la zone fut entreprise par les forces de l’ordre. Des ratissages, perquisitions, barrages, enquêtes et autres mesures allaient y ponctuer la vie durant cinq mois dans cette paisible contrée du Moyen Atlas.
En conclusion, il est nécessaire pour l'histoire de mentionner le fait que les services secrets algériens ont dénoncé au général Ahmed Dlimi les préparatifs des actions subversives destinées contre la monarchie en 1973 organisées par le Tanzim option algérienne (selon le commandant  Tobji Mahjoub dans son livre Les officiers de sa majesté).

## Actions perpétrées
Le 2 avril 1973, le gouvernement marocain avait annoncé dans un communiqué "le démantèlement d'un réseau terroriste appartenant à la branche sécessionniste (1972) radicale de l'UNFP connue sous le "Clan de Rabat" parrainé, financé par Muammer Kadafi". Certains affirment que ce clan serait dirigé par l'avocat Abderrahim Bouabid, bien que celui-ci ne figure pas parmi les personnes arrêtées. Dans ce communiqué de 2000 mots on apprend la saisie d'une importante quantité d'armes et des munitions saisies sur les personnes appréhendées.
Les faits attribués au Tanzim sont :
- le 3 mars 1973 : un communiqué de Radio-Tripoli devait revendiquer l’ensemble de ces actions au nom d’un « Front de libération national » qui se proposait de renverser la monarchie et d’établir la république au Maroc, « Front » dont nul n’a plus entendu parler depuis.
- À Casablanca : Une bombe placée sous la voiture du consul des USA (Clif Ford Nelson), une autre à la maison d'Amérique
- À Rabat : Bombe au théâtre Mohammed V .
- À Moulay Bouazza (Cercle de Khénifra) : Assassinat d'un mokhazni (supplétif de l'Armée marocaine).